# 執行隊
執行隊（しっこうたい）とは、都道府県警察本部に所属する組織の一つである。様々な事案に機動的に対応することを目的として、任務に応じ専門分化した組織が編成されている。

## 編成と主な任務
全国の都道府県警察本部は、地域部・刑事部・交通部・生活安全部などのいくつかの「部」に分かれており、各部がそれぞれ執行隊を保有している。

### 地域部
※小規模な県警察本部には地域部が無いため、以下の組織は生活安全部の所属である。
自動車警ら隊
職務質問による不審者の発見・検挙などを主な任務としている。パトカーを装備している。
鉄道警察隊
鉄道における犯罪（スリや痴漢など）の捜査を担当する。列車内や駅等を管轄として活動する。
山岳警備隊
主に山間部を管轄する県警察に配備されている。山岳救助を担当。
水上警察隊
警備艇を保有し、水上でのパトロール活動を行う。また一部の府県警察には、水上警察署が設置されている。

### 刑事部
機動捜査隊
主に刑事事件の初動捜査を担当する。小規模な県警察では更に下位の捜査第一課に所属している事もある。
機動鑑識隊(班)
主に殺人、強盗、強姦、放火などの凶悪事件や侵入窃盗事件の初動鑑識活動を担当する。また所轄署などから要請があれば臨場する。

### 交通部
交通機動隊
市街地での交通取締りを担当。パトカー及び白バイを装備している。
高速道路交通警察隊
高速道路上における交通取締りを担当。通称「高速隊」。

### 警備部
機動隊
暴動鎮圧、災害対策などを担当する。
隊内にはさまざまな任務を担当する部隊が設置されており、これらの部隊は「機能別部隊」と呼ばれる。
特殊部隊（SAT）
主にハイジャック事件やテロ事件を担当する。
警視庁、大阪府警察、北海道警察、千葉県警察、神奈川県警察、愛知県警察、福岡県警察、沖縄県警察に設置されている。警視庁と大阪府警察のSATは、機動隊から独立した組織であり、他のSATは機動隊に設置されている。
航空隊（地域部から移管）
ヘリコプターを保有し、上空からのパトロール活動等を行う。

### 生活安全部
生活安全特別捜査隊
主に違法風俗店の摘発等を担当する。各都道府県警察により編成している。

### 公安部（警視庁のみ）
公安機動捜査隊
主にテロ発生時の初動捜査を担当する。道府県警察では「公安特別捜査隊」を警備部に編成している場合がある。

### 組織犯罪対策部（警視庁のみ）
※警視庁と福岡県警察以外の警察では刑事部に「組織犯罪対策課」等が設置されている。
組織犯罪対策特別捜査隊
主に暴力団対策を担当する。

### 暴力団対策部（福岡県警察のみ）
※警視庁と福岡県警察以外の警察では刑事部に「組織犯罪対策課」等が設置されている。
暴力団対策身辺警戒隊
主に暴力団から危害を加えられる恐れのある暴力団排除活動関係者らの身辺警護を担当する。